# Verizon Wireless
Verizon Wireless (abreujat sovint com Verizon) és una empresa estatunidenca de telecomunicacions que ofereix productes i serveis sense fil. Es tracta d'una filial integral de Verizon Communications. Verizon Wirelesss s'estimava que prestaria servei a 154 milions de subscriptors a partir del 2018. Verizon Wireless és el segon més gran operador de telefonia mòbil als Estats Units després d'AT&T Mobility.
La companyia té la seva base d'operacions a Basking Ridge (Nova Jersey). Va ser fundada el 2000 com una aliança d'empreses de la firma de telecomunicacions nord-americana Bell Atlantic, que prompte es convertiria en Verizon Communications, i la multinacional de telecomunicacions britànica Vodafone. Verizon Communications es va convertir en el propietari únic el 2014 després de comprar la participació de Vodafone del 45 per cent de l'empresa.
Opera una xarxa nacional de 4G LTE que cobreix el 98 per cent de la població dels Estats Units, cosa que el desembre de 2015 els va fer guanyar o empatar en els guardons de cada categoria del RootMetrics de RootScore Reports. Verizon Wireless ofereix serveis per a telèfons mòbils a través de diversos dispositius. El seu LTE és al Rural America Program, on hi participen 21 operadors sense fil rurals (que cobreixen 2,7 milions d'usuaris potencials a 169 comtats rurals). Verizon Wireless va anunciar el 2015 que estava desenvolupant una xarxa 5G (o de cinquena generació).